# Berlin-Lichtenrade
Lichtenrade ist der südlichste Ortsteil des Berliner Bezirks Tempelhof-Schöneberg. Er wurde 1375 das erste Mal urkundlich erwähnt.

## Geographische Lage

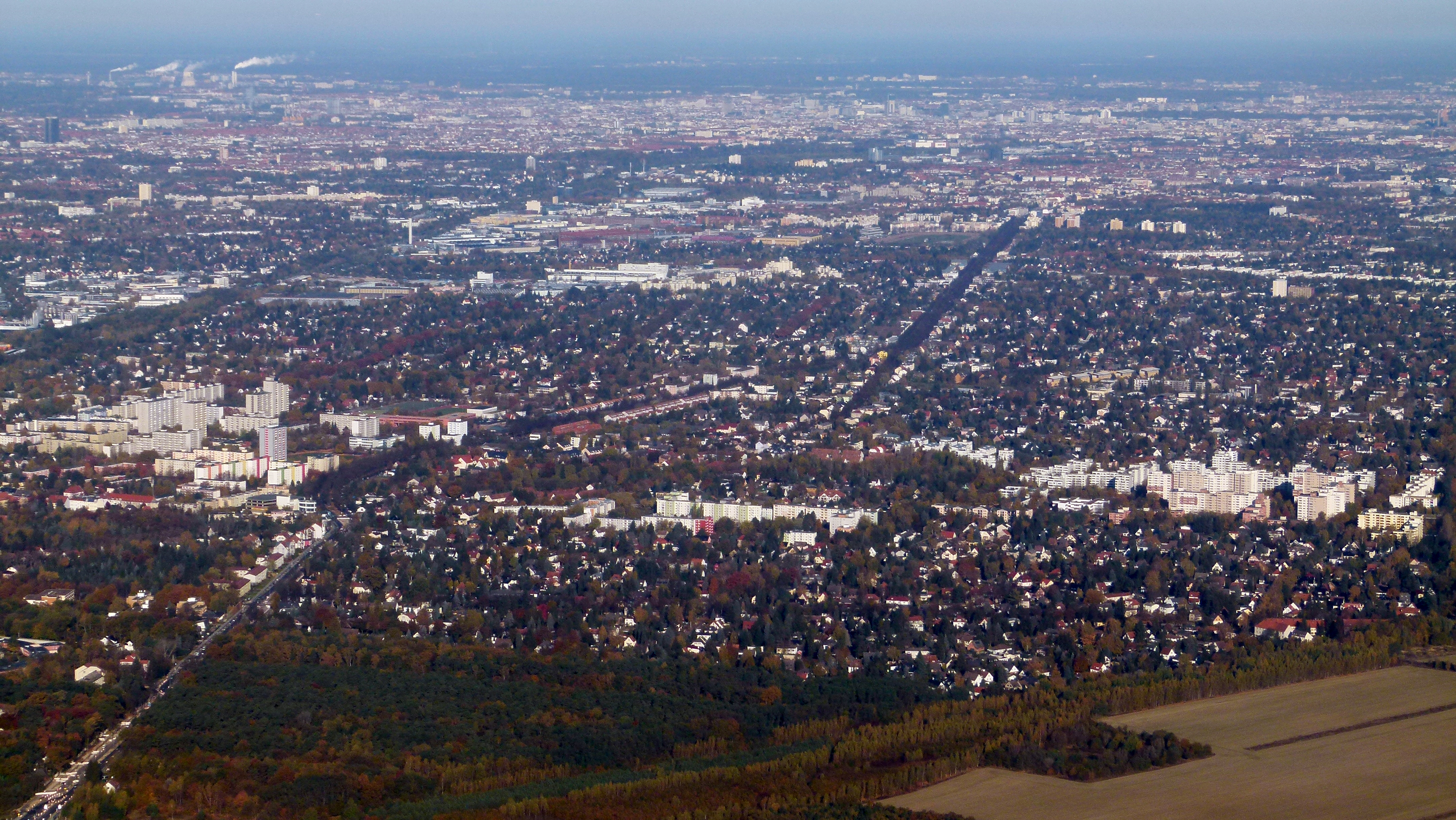
Luftaufnahme von Lichtenrade,
Blick nach Norden, 2012

Das ehemalige Angerdorf liegt im Süden Berlins. Es grenzt an die Ortsteile Marienfelde und Mariendorf sowie an Buckow im Nachbarbezirk Neukölln. Im Süden reicht Lichtenrade bis an die Landesgrenze zu Brandenburg. Es grenzt dort an die Gemeinden Großbeeren und Blankenfelde-Mahlow (Landkreis Teltow-Fläming) sowie Schönefeld (Landkreis Dahme-Spreewald).

## Geschichte
Im Jahr 1953 wurde in der Pasinger Straße 27 bei Bauarbeiten ein bronzezeitlicher Hortfund etwa aus dem 18. Jahrhundert v. Chr. entdeckt. Dieser Schatzfund ist also rund 3000 Jahre alt.
Gegründet wohl um 1230, wurde das Dorf als Lichtenrode im Jahr 1375 im Landbuch Kaiser Karls IV. erstmals urkundlich erwähnt. Der Name soll sich aus „Lichtenrode“, einer durch Rodung entstandenen Lichtung, herleiten. Die Dorfkirche wurde am Anfang des 14. Jahrhunderts auf dem Dorfanger als schlichte Feldsteinkirche erbaut. Obwohl Lichtenrade gemeinsam mit den Dörfern Marienfelde, Mariendorf und Tempelhof von 1920 bis 2000 den Bezirk Tempelhof bildete, ist Lichtenrade, anders als die drei anderen Dörfer, keine Gründung des Templerordens. Im Jahr 1375 hatte das Dorf 67 Hufen (eine deutlich überdurchschnittlich hohe Zahl), davon vier Pfarrhufen und eine Kirchenhufe. Sechs Hufen waren von Bede und Zehnt befreit; ein Lehnschulze wurde allerdings erst 1536 erwähnt. Es gab 1375 sieben Kossätenhöfe und einen Krug. Die Rechte an den Abgaben und Dienstleistungen waren 1375 breit gestreut: Johann von Wulkow, die (Witwe?) Posin aus Dallgow, die Erben des C. Lietzen aus Berlin. In späteren Jahren werden die von Krummensee, die Bürger Donner und Schaum aus Berlin bzw. Kölln sowie der Markgraf genannt. Seit 1508 hatte auch das Domkapitel aus Berlin Rechte am Dorf; sie galten bis 1872 und sind im Straßennamen Im Domstift erhalten geblieben.
Der Ort entwickelte sich und vervielfachte seine Einwohnerzahl im 19. Jahrhundert. Im Jahr 1858 gab es 18 Hofeigentümer, 1900 bereits 75 Häuser. Die im Jahr 1898 am Dorfanger erbaute Volksschule hatte 238 Schüler, verteilt auf fünf Klassen. Im Jahr 1911 mussten zwei weitere Klassenräume eröffnet werden. Am 6. Februar 1906 wurde die Freiwillige Feuerwehr Lichtenrade gegründet. 1920 wurde Lichtenrade (bis dahin im Landkreis Teltow gelegen) zusammen mit vielen anderen Orten und Städten nach Groß-Berlin eingemeindet und dort Ortsteil des Bezirks Tempelhof. Zu diesem Zeitpunkt hatte Lichtenrade 4.836 Einwohner (heute über 50.000).
Nach der Eingemeindung der Landgemeinde aus dem Landkreis Teltow 1920 nach Groß-Berlin wurden die Ackerflächen nach und nach mit Einfamilienhäusern bebaut. Voraussetzung dafür war der Bau der Dresdener Bahn, die 1883 einen Haltepunkt in Lichtenrade erhielt. Als Verbindung zwischen Dorf und Haltepunkt wurde die Bahnhofstraße angelegt, die bis heute das Einkaufszentrum von Lichtenrade ist. Grundlage für den weiteren Ausbau Lichtenrades war die Anlage des unterirdischen Lichtenrader-Lankwitzer-Regenwasser-Sammelkanals (Lilaresa) 1928/1929, der Überflutungen des sumpfigen Geländes verhinderte und ein Gebiet von 2000 Hektar entwässerte.

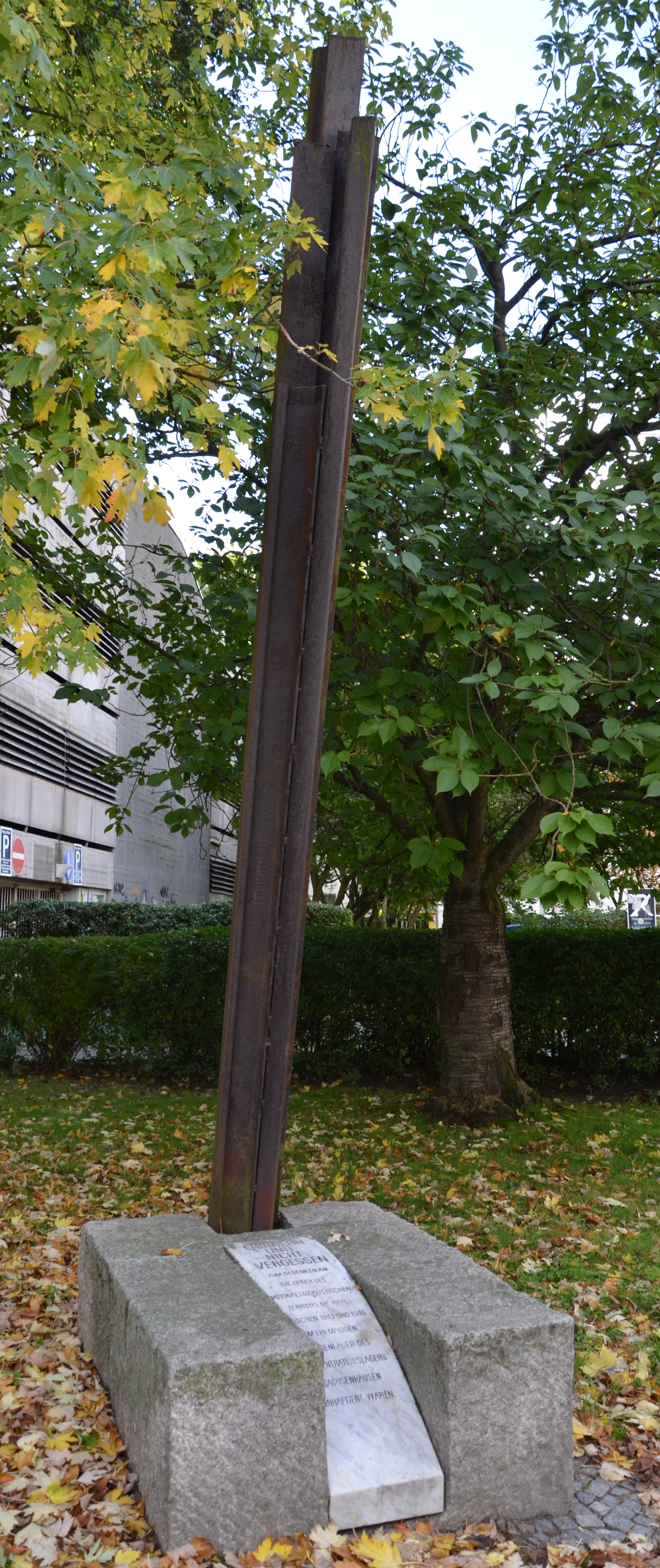
Denkmal für das Außenlager Lichtenrade des KZ Sachsenhausen, 2012

Während des Zweiten Weltkriegs wurde in Lichtenrade eine Außenstelle des Konzentrationslagers Sachsenhausen unterhalten. Ab 1941 wurden Kriegsgefangene aus der Ukraine in dem Lager untergebracht. Dazu befindet sich im Bornhagenweg ein Denkmal. Die Eisenbahnschienen sollen den Transport ins ferne KZ Auschwitz assoziieren; allerdings waren die Lichtenrader im Alltag nur durch einen Stacheldraht von den Zwangsarbeitern getrennt, mit denen sie sogar bei Beschäftigung in der dörflichen Landwirtschaft unmittelbaren Kontakt hatten.
In den 1960er und 1970er Jahren entstanden mehrere Hochhaussiedlungen: Petruswerk-Siedlung (Bornhagenweg), Lichtenrade-Mitte (John-Locke-Siedlung, Steinstraße), Lichtenrade-Ost (Nahariyastraße), das erst sei den 2010er Jahren so bezeichnete „Mellener Viertel“ zwischen Löptener Straße, Mellener Straße sowie Lichtenrader Damm und der nordwestlich davon am Wendekreis der Mellener Straße gelegene Komplex des Wohnungsbau-Verein Neukölln. Um den in Lichtenrade-Ost lebenden Menschen mehr Erholungsmöglichkeiten zu bieten, wurde seit 1979 der Lichtenrader Volkspark angelegt, im Wesentlichen durch eine örtliche Bürgerinitiative.
Bundesweite Aufmerksamkeit erzielte der Ortsteil in den Jahren 2010 und 2011 durch Demonstrationen, an denen sich wöchentlich bis zu 6000 Menschen beteiligten, um gegen geänderte Flugroutenpläne der Deutschen Flugsicherung für den neuen Flughafen Berlin Brandenburg in Schönefeld zu protestieren.

## Sehenswürdigkeiten

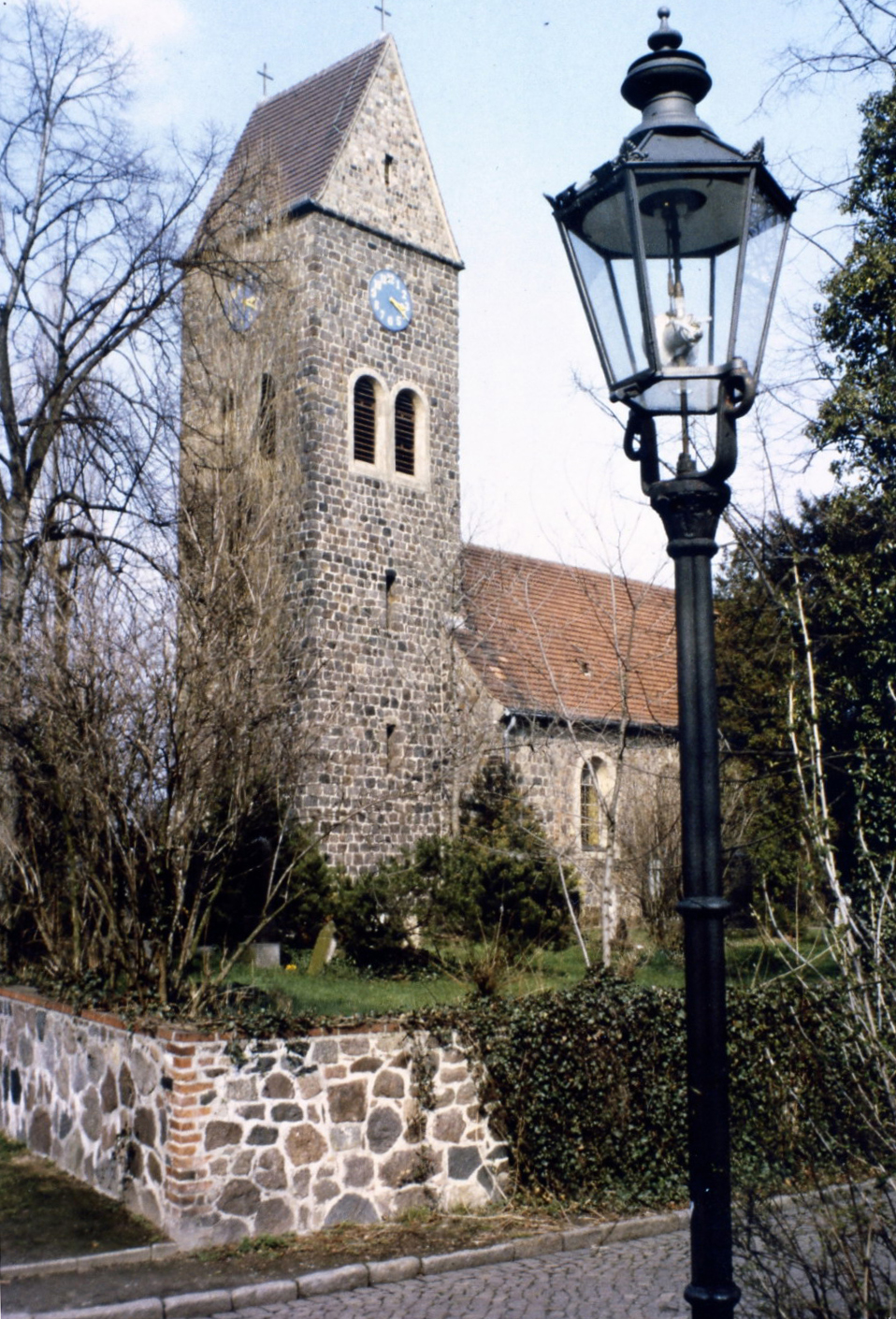
Dorfkirche Lichtenrade mit ihrem markanten Satteldach, um 1985

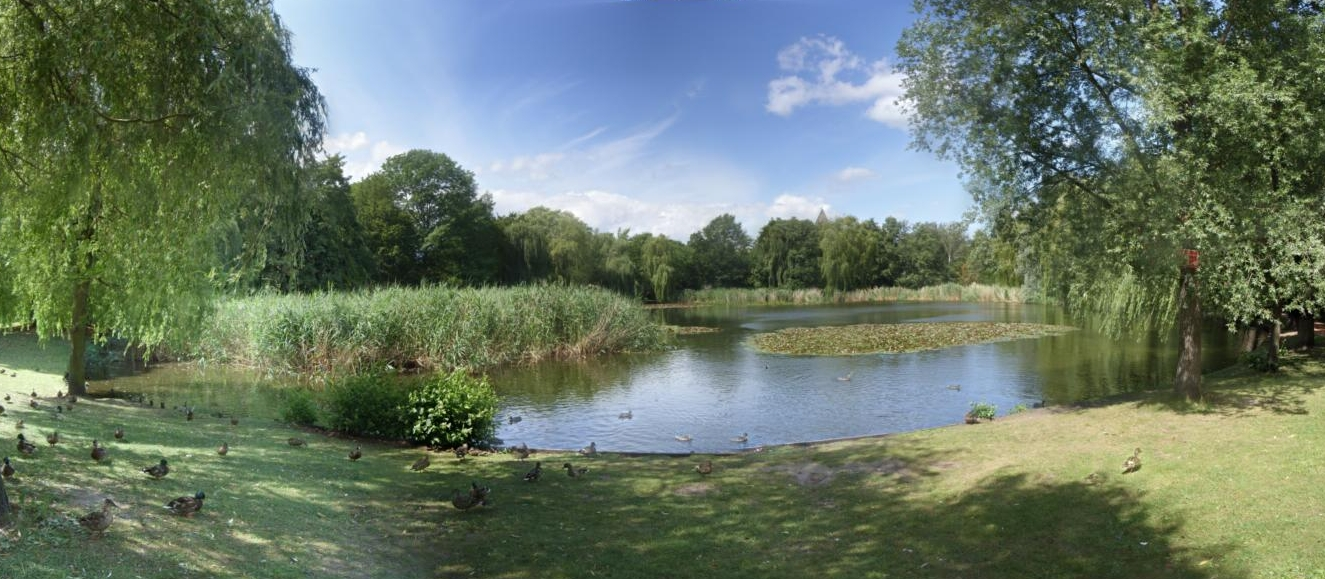
Panorama der Dorfaue Lichtenrade, 2011

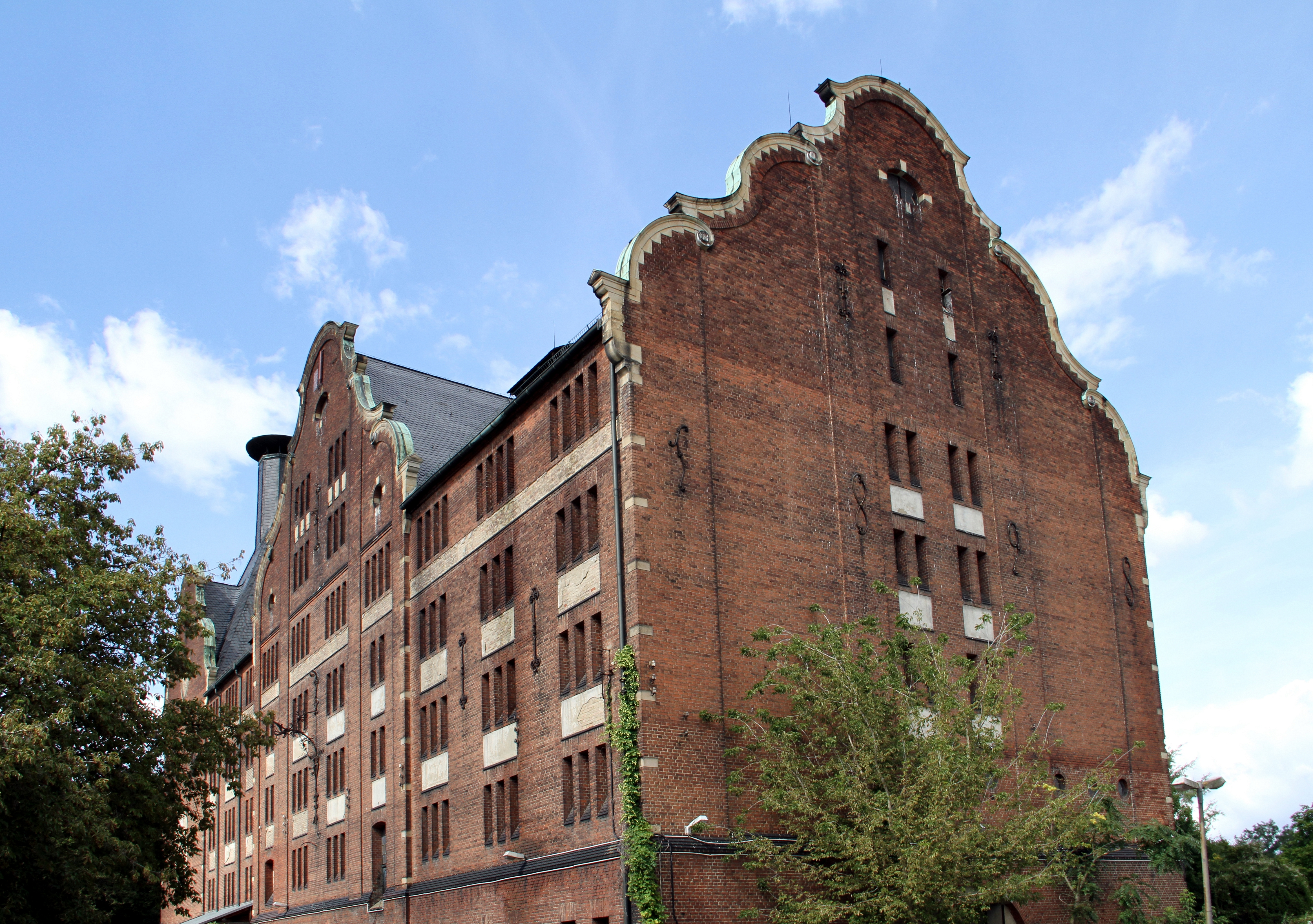
Ehemalige Mälzerei der Schöneberger Schlossbrauerei, 2010

Lichtenrade ist historisch ländlich geprägt. Die Form des alten Dorfangers ist noch heute gut zu erkennen. Er ist von vielen Bäumen umsäumt, sodass er wie ein kleiner Park wirkt. In seiner Mitte liegen die Dorfkirche Lichtenrade und der Dorfteich Giebelpfuhl. Der Dorfanger hat, neben denen von Marienfelde und Lübars, am stärksten seinen geschlossenen dörflichen Charakter bewahrt.
Die Dorfkirche aus dem 14. Jahrhundert wurde im Laufe der Zeit mehrfach verändert. Die ursprünglichen gotischen Spitzbogenfenster und das ebenfalls auf der Südseite des Langhauses gelegene spitzbogige Portal, beide mit Backsteinen gerahmt, wurden zugemauert und 1769 durch Rundfenster ersetzt, die größer und heller waren und dadurch das Lesen im Gesangbuch erleichterten, wie es die Reformation in Brandenburg 1539 mit sich gebracht hatte. Die Änderung und Verlegung der Öffnungen kann man noch heute im Mauerwerk erkennen.
Der erst nach dem Mittelalter etwa um 1660 angebaute Dachturm wurde 1810 wegen Baufälligkeit abgetragen. Erst 1902 erhielt die Kirche einen neuen, quadratischen, aus maschinenbehauenen Feldsteinen errichteten Turm mit spitzem oktogonalen Pyramidendach, begleitet von vier kleinen Spitztürmchen. Statt der Holzdecke zog man 1922 ein Tonnengewölbe ein. Im Zweiten Weltkrieg wurde die Kirche am 29. Dezember 1943 durch einen alliierten Bombenangriff schwer beschädigt und brannte bis auf die Umfassungsmauern ab. Nach dem Krieg wurde das Gotteshaus neu eingerichtet. Der Turm erhielt ein noch heute erhaltenes querstehendes Satteldach, und die Decke wurde wieder als flache Holzdecke ausgebildet. Im Jahr 1968 wurde die Orgel in Betrieb genommen.
Gleich neben der Kirche befindet sich der Giebelpfuhl, der als der größte Berliner Dorfteich gilt. Südlich des Dorfteiches erinnert ein Gedenkstein an die deutsche Wiedervereinigung von 1990.
In der Nähe des S-Bahnhofs steht an der Dresdener Bahn noch immer die zwischen 1897 und 1899 erbaute Mälzerei der Schöneberger Schlossbrauerei. Dieses Gebäude war vor der Hochhausbebauung in Lichtenrade weithin sichtbar und ist auch heute noch eine markante Landmarke. Nachdem die Brauerei den Mälzereibetrieb nach dem Ersten Weltkrieg eingestellt hatte, wurde das Gebäude, vor allem im Zweiten Weltkrieg und der sich anschließenden Nachkriegszeit, als staatliches Lagerhaus für Nahrungsmittelreserven genutzt.
Der 1906 angelegte Friedhof Lichtenrade mit einem großen Baumbestand an Linden, Ahornen und Fichten hat einen parkähnlichen Charakter.
Die Dietrich-Bonhoeffer-Kirche wurde 1956 errichtet, die Kirche Zu den heiligen Märtyrern von Afrika wurde 1977 eingeweiht.

## Bevölkerung
| Jahr    | Einwohner |
| ------- | --------- |
| um 1800 | 0112      |
| 1858    | 0381      |
| 1871    | 0468      |
| 1880    | 0507      |
| 1890    | 0546      |
| 1900    | 0878      |
| 1910    | 3.275     |
| 1919    | 4.836     |

| Jahr | Einwohner |
| ---- | --------- |
| 1930 | 08.913    |
| 1938 | 14.771    |
| 1946 | 16.681    |
| 1950 | 17.969    |
| 1960 | 21.220    |
| 1970 | 34.519    |
| 1987 | 47.284    |
| 2000 | 50.635    |

| Jahr | Einwohner |
| ---- | --------- |
| 2007 | 49.568    |
| 2010 | 49.417    |
| 2015 | 50.177    |
| 2020 | 52.110    |
| 2021 | 52.195    |
| 2022 | 52.575    |
| 2023 | 52.279    |
| 2024 | 52.790    |

## Infrastruktur

### Verkehr
Der Bahnhof Lichtenrade und der 1990 eröffnete Bahnhof Schichauweg liegen an der Bahnstrecke Berlin–Dresden. Sie werden von der S-Bahn-Linie S2 (Bernau–Blankenfelde) bedient.
Seit 1883 gibt es in Lichtenrade einen Haltepunkt. 1940 wurde der elektrische S-Bahn-Verkehr bis Rangsdorf aufgenommen. Durch den Mauerbau im Jahr 1961 wurde die Verbindung ins Umland unterbrochen und Lichtenrade Endstation einer S-Bahn-Linie innerhalb West-Berlins. Am 31. August 1992 wurde die Verbindung nach Blankenfelde wiedereröffnet.
Auf der durch Lichtenrade führenden Trasse verläuft zurzeit nur die S-Bahn, ein Wiederaufbau der Fernbahn – allerdings ohne Halt in Lichtenrade – läuft zurzeit. Die Eröffnung ist für Dezember 2025 geplant. Die abschließende Erarbeitung des Planfeststellungsbeschlusses durch das Eisenbahn-Bundesamt war ursprünglich für das Jahr 2013 vorgesehen.
Im Jahr 1938 wurde mit dem Bau des Güteraußenrings begonnen, hier mit der Strecke von Teltow über Lichtenrade, Großziethen und Schönefeld. Zwischen dem 26. Juli 1948 und dem 21. März 1951 gab es hier den Bahnhof Lichtenrade (Güteraußenring) – Lra. Die Bahnanlagen sind allerdings zum größten Teil wieder entfernt worden.
Zur Überfahrung der Gleise wurde der Lichtenrader Damm zwischen Goethe- und Grimmstraße rampenartig erhöht, zunächst jedoch nur für die heutige Nord-Süd-Fahrbahn und der Fahrstreifen für die Straßenbahn (Linie 99). Die separate Süd-Nord-Fahrbahn begann erst am Goetheplatz, d. h. an der Kreuzung Lichtenrader Damm / Goethestraße / Potsdamer Straße.
Anfang der 1960er Jahre wurde der Lichtenrader Damm von der Goethestraße bis zur Goltzstraße um die bis dahin fehlende Süd-Nord-Fahrbahn ergänzt. Auf die Aufschüttung einer Rampe für sie über den Güteraußenring wurde verzichtet, da dieser spätestens seit 1961 nicht mehr in Betrieb war. Anfang der 2010er Jahre wurde schließlich auch der Kirchhainer Damm vierspurig ausgebaut, mit einem schmalen Mittelstreifen und zum Teil mit Schallschutzwänden.
Die Straßenbahnlinie 99 fuhr – nach kriegsbedingter Unterbrechung – vom 10. September 1945 bis 1. Oktober 1961 über Lichtenrader Damm, Goltzstraße und Bahnhofstraße bis zur Wendeschleife am S-Bahnhof Lichtenrade und wurde durch die Omnibuslinie A76 ersetzt, die diese Strecke noch heute – als M76 – bedient. Weitere Buslinien erschließen den Ortsteil, teilweise auch mit Verbindung ins Umland.

### Bildung
Schulen (Auswahl)
- Georg-Büchner-Gymnasium
- Ulrich-von-Hutten-Gymnasium
- Carl-Zeiss-Oberschule (integrierte Sekundarschule)
- Theodor-Haubach-Schule (integrierte Sekundarschule)
- Annedore-Leber-Grundschule
- Käthe-Kollwitz-Grundschule

### Sport
Der Lichtenrader BC 25 spielt in der Saison 2024/25 in der Bezirksliga Berlin. Heimstätte ist die Sportanlage Halker Zeile.
Der VfL Lichtenrade bietet seinen Mitgliedern zwölf Sportarten.

## Persönlichkeiten

### Söhne und Töchter des Ortsteils
- Klaus Ostheeren (1933–2019), Anglist
- Jan-Marco Luczak (* 1975), Politiker (CDU)
- Janna Falkenstein (* 1981), Fernsehmoderatorin
- Kevin Kühnert (* 1989), Politiker (SPD)

### Persönlichkeiten, die in Lichtenrade lebten oder leben
- Hermione von Preuschen (1854–1918), Malerin und Dichterin
- August Blunck (1858–1946), Architekt und Maler
- Paul Fechter (1880–1958), Schriftsteller, Kunst- und Theaterkritiker
- Erwin Gehrts (1890–1943), Widerstandskämpfer gegen den Nationalsozialismus
- Hans Kollwitz (1892–1971), Mediziner
- Erich Hermann (1914–1933), Opfer des Nationalsozialismus
- Wilhelm Dittmann (1915–1988), Pfarrer
- Georg Thomalla (1915–1999), Schauspieler
- Charlotte Kirschstein (* 1924), Malerin
- Lothar Loewe (1929–2010), Journalist und Fernsehintendant
- Rudolf Franz (1934–1998), Politiker (CDU)
- Wolfgang Krueger (1937–2018), Politiker (CDU), ehemaliger Bezirksbürgermeister des Bezirks Tempelhof
- Klaus Wowereit (* 1953), Politiker (SPD), ehemaliger Regierender Bürgermeister von Berlin
- Johannes Siebner (1961–2020), Ordensgeistlicher, Provinzial der deutschen Provinz des Jesuitenordens
- Melanie Kühnemann-Grunow (* 1972), Politikerin (SPD)
- Marion Pinkpank (* 1973), Moderatorin
- Christian Fiedler (* 1975), Fußballspieler